# Du muscle, rien que du muscle
Du muscle, rien que du muscle (Muscle Tussle) est un cartoon, réalisé par Robert McKimson et sorti en 1953, qui met en scène Daffy Duck.